# Hermes da Fonseca
Hermes Rodrigues da Fonseca (São Gabriel, 12 de maig de 1855 — Petrópolis, 9 de setembre de 1923) va ser un militar amb rang de mariscal i polític brasiler, president del Brasil entre 1910 i 1914.
Era nebot de Manuel Deodoro da Fonseca, essent els seus pares el mariscal Hermes Ernesto da Fonseca i Rita Rodrigues Barbosa. Rodrigues es trobava de visita en Portugal quan va ocórrer la Revolució del 5 d'octubre de 1910, la qual va posar fi a la monarquia portuguesa.

## Biografia
El seu pare era de l'estat d'Alagoas i va servir amb les Forces Armades de Brasil. Com a part del seu servei, va ser traslladat a São Gabriel. Hermes va néixer allí en 1855. Quan el seu pare va ser enviat a la Guerra de la Triple Aliança, la família va tornar a Rio de Janeiro.

### Carrera militar
En 1871, als 16 anys, Rodrigues va obtenir un batxillerat en ciències i lletres i es va matricular en l'Acadèmia Militar, on va estudiar sota la tutela de Benjamin Constant. Constant havia estat un dels primers que va introduir les idees de Auguste Comte. Quan es va graduar, va servir com a assistent de Gastó d'Orleans, comte d'Eu. Rodrigues va donar suport a la república proclamada pel seu oncle Deodoro da Fonseca, qui posteriorment ho va nomenar assistent i secretari militar. Durant la Revolta de l'Armada en 1893, va defensar el govern de Floriano Peixoto. Entre 1899 i 1904, va liderar la Brigada Policial de Rio de Janeiro i també va assumir l'adreça de l'Acadèmia Militar de Realengo.
Com a comandant de l'Acadèmia, va lluitar contra la Revolta de la Vacuna el 1904. Posteriorment, va ser ascendit a mariscal. Durant el govern de Manuel Ferraz de Campos Sales, va ser nomenat Ministre de Guerra. Rodrigues va conservar el càrrec durant el manat del proper president, Afonso Augusto Moreira Pena. Com a part de la seva labor, va reformar l'exèrcit i el ministeri. Una de les innovacions més importants que va realitzar va ser la instauració del servei militar obligatori. No obstant això, va renunciar al seu lloc quan el Congrés va començar a criticar la participació dels militars en la política. Posteriorment, va servir com a ministre del Suprem Tribunal Federal de Brasil.

### Eleccions de 1910
El novembre de 1908, Rodrigues va ser designat com a candidat per a la presidència, comptant amb el suport del president Nilo Peçanha i de la majoria dels estats. Elsfavorables a un president civil van realitzar campanya per primera vegada, oposant-se a l'elecció de Rodrigues.